# Іманов Мухтар Казим-огли
Мухтар Казим-огли Іманов — радянський і азербайджанський вчений-філолог, доктор філологічних наук, директор Інституту фольклору Національної академії наук Азербайджану.

## Біографія
Мухтар Казим огли Іманов народився в 1955 році в селі Ахура Шарурського району Нахічеванської АРСР в родині інтелігента.

## Освіта
- у 1972 році закінчив середню школу Ахура
- у 1977 році закінчив факультет філології Азербайджанського державного університету імені С. М. Кірова
- 1983 року закінчив аспірантуру Інституту літератури імені Нізамі Гаянджаві Академії наук Азербайджанської РСР
- у 1984 році став кандидатом наук в Академії наук Азербайджанської РСР
- у 2007 році захистив докторську дисертацію по темі «Генезис і поетика сміху в Азербайджанському національному фольклорі»

## Науково-педагогічна діяльність
Мухтар Іманов з 1977 по 1980 рік працював викладачем літератури в середній школі села Хамзаєв Шарурского району Нахічеванської РСР. У 1983—1992 роках працював молодшим науковим співробітником, науковим співробітником і головним науковим співробітником в Інституті Літератури імені Нізамі Гаянджаві Академії наук Азербайджанської РСР. З 1992 по 2000 роки був Головним редактором видавництва «Язичіє» Спілки письменників Азербайджанської РСР. З 2001 по 2011 роки був провідним науковим співробітником Інституту фольклору Національної академії наук Азербайджану. У 2011 році був призначений директором цього інституту. У 2012 році був обраний членом Мовної ради Суспільного телебачення Азербайджану.
Автор 70 наукових статей, 4 монографій і 6 книг.